# Grigoraș Dinicu
Grigoraș Dinicu (Bucarest, 3 avril 1889 — Bucarest, 28 mars 1949) est un compositeur et violoniste roumain de la première moitié du XXe siècle. 

## Biographie

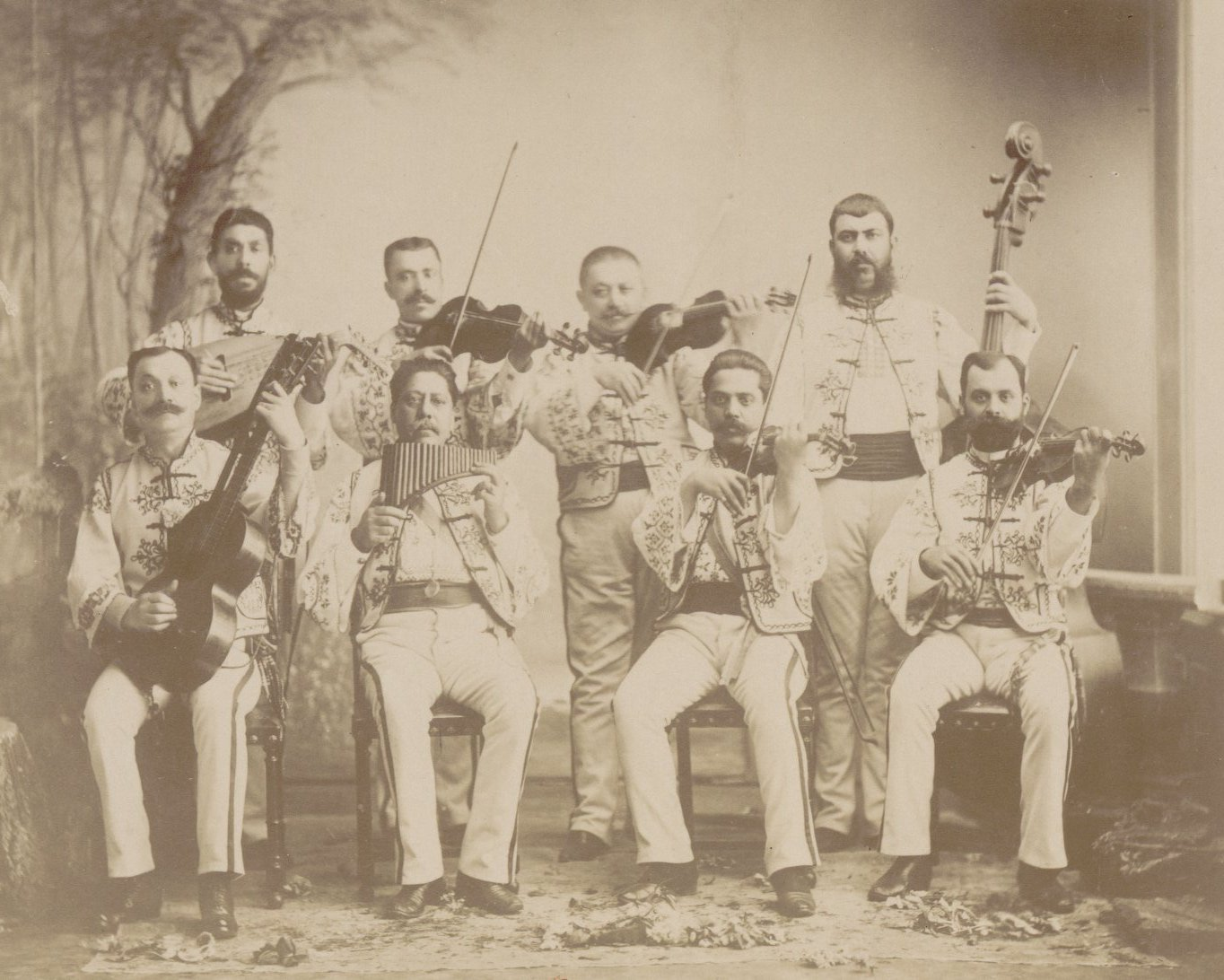
Lăutari de Ionică Dinicu (père de Grigoraş Dinicu). Photo de Nadar en 1889.

Grigoraș Dinicu est né à Ferentari, un quartier de Lăutari et de Roms de Bucarest. Il a appris le violon dans ce milieu populaire. Plus tard il suivit les cours de musique au conservatoire de musique de Bucarest. Il eut comme professeur le compositeur et violoniste austro-hongrois Carl Flesch. Après son diplôme, il joua du violon au sein de l'orchestre du ministère de l'Instruction publique, et ensuite en tant que soliste de cet orchestre.
Pendant quarante ans, de 1906 jusqu'en 1946, il a dirigé des concerts de musique populaire. Il a également été invité à l'étranger en tant que soliste et chef d'orchestre, et a aussi joué de la musique populaire dans des discothèques, hôtels, restaurants et cafés à Bucarest et dans toute l'Europe occidentale.
Dans les années 1930, il s'impliqua dans la reconnaissance des Roms de Roumanie.

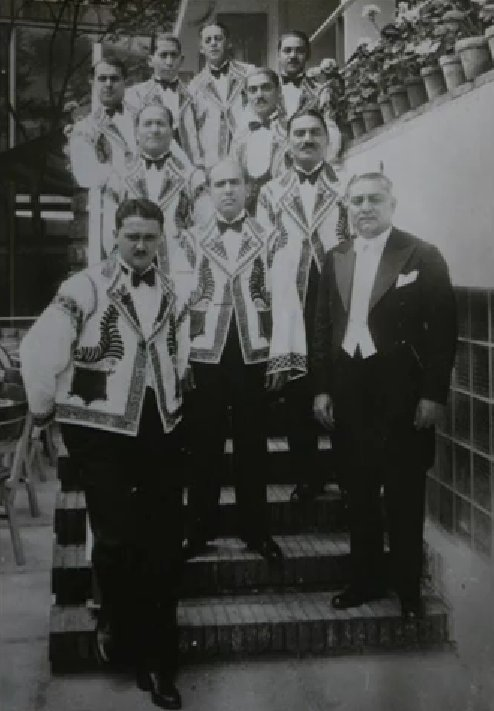
Grigoraş Dinicu et son orchestre.

## Œuvres
Ses œuvres sont surtout composées pour violon et piano.
Son œuvre la plus célèbre est le morceau virtuose pour violon Hora staccato composé en 1906, et repris et arrangé pour de nombreux instruments (entre autres à la trompette par Timofeï Dokchitser, por la flûte de pan par Dalila Cernătescu) et en version orchestrale avec la combinaison d'instruments (par exemple, la trompette, le piano, et le violon dans le cadre d'un orchestre symphonique adapté pour un arrangement musical populaire pour la Russie.) Hora Staccato a bénéficié également d'un arrangement pour violon et piano par Jascha Heifetz et pour deux pianos par le compositeur bulgare Pantcho Vladiguerov (1899-1978).

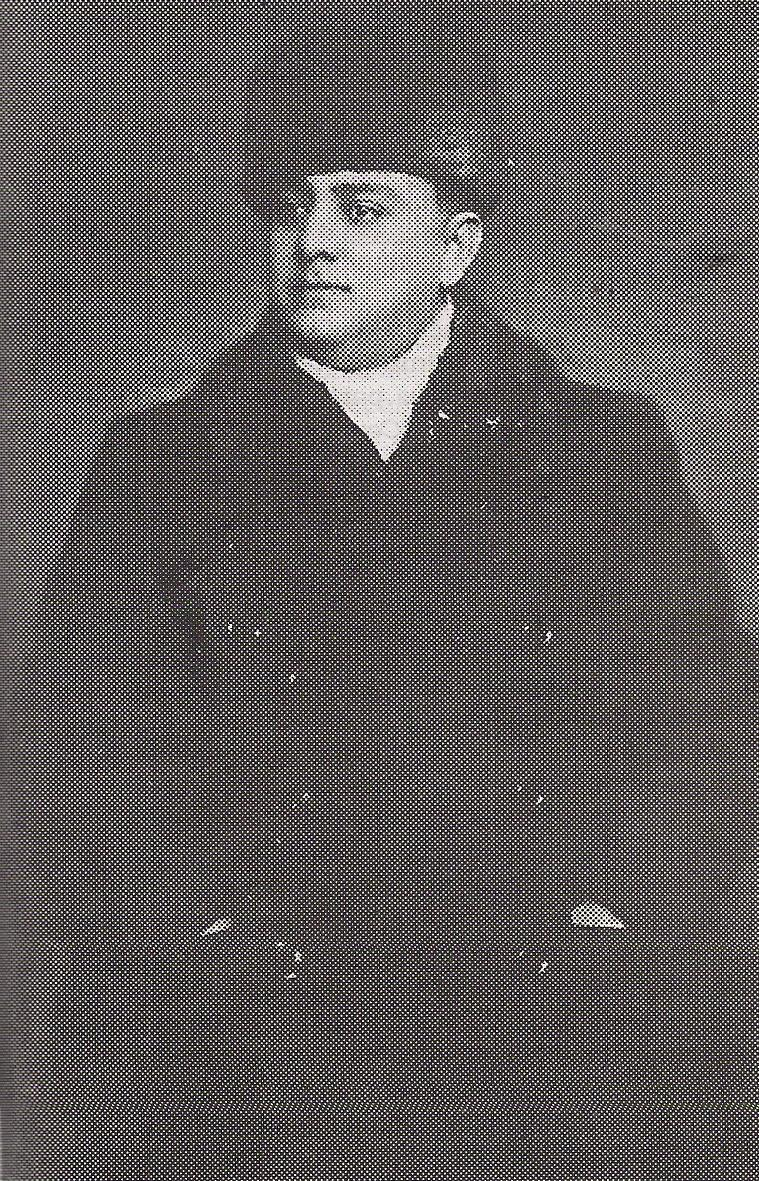
Grigoraş Dinicu